# Morten Dahlin
Morten Dahlin (født 1. maj 1989 i Hvidovre) er en dansk politiker fra Venstre der siden 23. november 2023 har været kirkeminister, minister for byer og landdistrikter og minister for nordisk samarbejde i SVM-regeringen. Han har repræsenteret Venstre i Folketinget siden 2019 og i Greve Byråd fra 2010 til 2023. Han var politisk ordfører for partiet fra 2022 til 2023.
Han var formand for Venstres Ungdom (VU) 2011-2013 og var medlem af Greve Byråd fra 2010 til 2023. Efter han blev Venstres politiske ordfører i december 2022 meddelte han at han ville forlade byrådet ved næste byrådsmøde. Det skete 30. januar 2023.
Morten Dahlin er opvokset i Greve og blev student fra Greve Gymnasium i 2008. Han er uddannet bachelor i virksomhedskommunikation og erhvervsøkonomi fra Copenhagen Business School (2012). Værnepligt aftjent ved DANILOG i Vordingborg (2008).

## Politisk karriere
Dahlin blev indvalgt i Greve Byråd ved kommunalvalget i 2009 med 523 stemmer og blev på Venstres liste kun overgået i stemmetal af tidligere borgmester René Milo. Han var medlem af Børne- og Ungeudvalget og formand for Vækst- og Beskæftigelsesudvalget.
Ved VU's landsstævne i 2011 blev han valgt som landsformand for VU, hvor han afløste Jakob Engel-Schmidt, han blev i 2013 efterfulgt som formand af Jens Husted.
Den 6. september 2012 blev Morten Dahlin valgt som Venstres folketingskandidat i Slagelsekredsen. På Folkemødet i 2013 vandt han Danmarksmesterskabet i debat arrangeret af Politiken og Dansk Ungdoms Fællesråd. Siden 2013 har Morten Dahlin arbejdet som kommunikationsrådgiver.
Han var opstillet ved folketingsvalget i 2015, hvor han fik 2986 personlige stemmer, men ikke opnåede valg, og er Venstres 1. suppleant i Sjællands Storkreds. Ved kommunalvalget den 21. november 2017 fik Dahlin 1005 stemmer og kom dermed i Greve Byråd igen. Ved folketingsvalget i 2019 opnåede han valg med med 6.471 personlige stemmer.
Han har været Venstres indfødsretsordfører, integrationsydelsesordfører og ungeindsatsordfører samt formand for Retsudvalget. Efter dannelsen af SVM-regeringen blev han den 20. december 2022 Venstre politiske ordfører efter Sophie Løhde, der var blevet gjort til indenrigs- og sundhedsminister. Han trak sig derpå fra Greve Byråd.